# Ђаво (лист 1906)
Ђаво : лист за озбиљну шалу и киселу збиљу је српски хумористички лист. Лист је штампан у Београду. Први број је изашао 1906. године, а  задњи број под истим именом 1912. године.. 

## Историјат
Ђаво је лист за шалу. Намењен је за смејање, али има и политике, хумора и сатире. Лист је престао да излази услед балканских и Великог рата, да би 1919. био обновљен. Лист 1913. године мења име у Разбибрига ђаво, да би после рата поново било враћено старо име Ђаво. Међу сарадницима овог листа најугледнији је био Брана Ђ. Цветковић са својим писаним и цртаним прилозима. Такође у Ђаволу сарађивао је и Васа Ђема Шунте. Са њима је доста полемисао Петар Крстоношић у свом листу Стармлади. Ђаво је имао своју читалачку публику о чему сведочи и писац Никола Трајковић  у свом роману Госпођа из велике собе. Али својим неукусним прилозима овај лист  је доста снизио ниво квалитета српске шаљиве периодике.
Власник листа је Влада Стевановић.

### Уредници листа[2]
- Миливоје Пајевић (1906)
- Влада Стевановић (1906)
- Милан Ђуковић (1906)
- Милош Стевановић (1906)

### Место издавања и штампарија
Лист је штампан у Београду, у следећим штампаријама:
- Штампарија Грегорић, Стефановић и Друг (1906)
- Штампарија Андре Јовановић (1906)
- Штампарија Нови покрет (1906)
- Штампарија  К. Грегорич (1906)
- Штампарија Савић и Комп. (1907)
- Штампарија Владе Стевановић (1907)

### Периодичност излажења
Лист је излазио једанпут недељно, сваке недеље.